# Cassago Brianza
Cassago Brianza är en ort och kommun i provinsen Lecco i regionen Lombardiet i Italien. Kommunen hade 4 370 invånare (2018).